# Multikonditionale Betrachtungsweise
Multikonditionale Betrachtungsweise (manchmal: mehrdimensionale Betrachtungsweise) ist als Ergebnis psychiatriegeschichtlicher Auseinandersetzungen anzusehen, die zwischen ideologisch orientierten Gruppierungen von Psychiatern im 19. Jahrhundert ausgetragen wurden. Die Betrachtungsweise soll einen Beitrag zur Krankheitssystematik in der Psychiatrie leisten. Hierbei soll zum Ausdruck gebracht werden, dass die ursprünglich gegensätzlichen und streithaften Standpunkte der Protagonisten im Sinne einer Synthese ihrer Aussagen zu verwerten sind. Als solche ursprünglich gegensätzliche Sichtweisen sind hauptsächlich die der Psychiker und Somatiker anzusehen. Während von den Psychikern soziale Gesichtspunkte verfolgt wurden, betrachteten die Somatiker hauptsächlich naturwissenschaftlich fassbare Krankheitsursachen, wie sie bereits damals in der übrigen Medizin anerkannt waren. Jede Krankheitslehre ist nach Ludolf von Krehl von ihrer historischen Entwicklung geprägt. („Unsere gegenwärtige Systematik trägt die Narben ihrer historischen Entwicklung.“)

## Ideologie
Die Neigung zur Verabsolutierung von Krankheitslehren macht sie anfällig gegen ideologische Verfestigungen. Indiz für diese jeweiligen Machtansprüche ist etwa die mit ihnen verbundene Bedenkenlosigkeit in der Anwendung von Zwangsbehandlungen. Wilhelm Griesinger konnte daher 1845 den Anspruch der somatischen Krankheitslehre mit der Forderung nach freiheitlichen Behandlungsformen ohne mechanischen Zwang (no restraint) verbinden. Aber auch im Zusammenhang mit somatischen Krankheitskonzepten waren Zwangsmaßnahmen nicht ausgeschlossen (Somatotherapie). So konnte es dazu kommen, dass das Postulat der körperlichen Begründbarkeit von endogenen Psychosen wie ein Glaubenssatz bzw. Dogma angesehen wurde ohne Rücksicht etwa auf die damit oft verbundene "körperliche Stigmatisierung". Vgl. auch Stigmatisierung psychisch Kranker.

## Schichtenlehre
Das triadische System der Psychiatrie kann entsprechend der Schichtregel nach Karl Jaspers als eine Gliederung entsprechend kausal zunehmend stark bzw. zunehmend determinierend wirksamen Krankheitsfaktoren angesehen werden. Hierdurch wird auf die Bedeutung kausal bestimmender Faktoren beim Erstellen von Diagnosen hingewiesen. Es ist beim Erstellen jeder Diagnose darauf zu achten, dass eine bestimmte Symptomatik, wie etwa eine Alkoholabhängigkeit, ggf. auch als Ausdruck einer endogenen Symptomatik anzusehen ist und nicht nur als Ausdruck einer verständlichen Ausnahmesituation, wie dies von Betroffenen häufig geltend gemacht wird. Die tiefere (organische) Schicht kann somit die höhere (psychische) Schicht schädlich beeinflussen.

## Psychoanalyse
Auch neuere psychoanalytische Konzepte berücksichtigen eine mehrdimensionale Betrachtung beim Diagnostizieren. Danach erscheinen die folgenden Kriterien relevant:
1. die Art des zugrundeliegenden neurotischen Konflikts
2. das Strukturniveau bzw. die Beschaffenheit des Ichs (Ich-Stärke)
3. die Art des konflikthaften Verarbeitungsmodus (z. B. Psychosomatischer Modus)

In diesem Zusammenhang ist auch auf die operationalisierte psychodynamische Diagnostik (OPD) hinzuweisen bzw. auf die von mehreren Achsen bestimmten Alternativen zum herkömmlich rein deskriptiven Stil der Diagnosestellung mittels der Internationalen Klassifikation der Krankheiten (ICD).